# 金装のヴェルメイユ〜崖っぷち魔術師は最強の厄災と魔法世界を突き進む〜
『金装のヴェルメイユ〜崖っぷち魔術師は最強の厄災と魔法世界を突き進む〜』（きんそうのヴェルメイユ がけっぷちまじゅつしはさいきょうのやくさいとまほうせかいをつきすすむ）は、天那光汰原作、梅津葉子作画による日本の漫画。『月刊少年ガンガン』（スクウェア・エニックス）にて2018年9月号から連載中 。

## あらすじ
王立オルディア魔法学院に通うアルト・ゴールドフィルドは召喚魔術の実技が0点のため、留年の危機に陥っていた。しかし、偶然見つけた召喚魔術の本に記されていた魔法陣を描くと初めて召喚に成功。現れたのは全裸の女悪魔・ヴェルメイだった。アルトは大昔から恐れられる存在である悪魔の彼女と契約を果たしてしまい、共に学園生活を過ごす事になる。

## 登場人物
声の項はテレビアニメ版の声優。
アルト・ゴールドフィルド
声 - 広瀬裕也
本作の主人公。魔法学校の生徒。本来は筆記テストで満点をとれる秀才だが使い魔を召喚する実技ができず、0点になるなど、留年の危機に瀕していた。クリスタル錬成が得意。
ヴェルメイ
声 - 内田真礼
本作のヒロイン。巨乳。本に封印されていた女悪魔。強大な力をもっているが、アルトに召喚されたことで今は彼の使い魔となっている。魔力の補充にはアルトと濃厚なキスを交わす必要があり、いつも大胆かつ積極的にアプローチしてくる。その過去は謎に包まれている。甘いスイーツを好んでいる。
リリア・クーデルフェイト
声 - 倉持若菜
アルトの幼馴染み。優秀な魔法使いであり、風の上級精霊・セルフィードを使い魔にしている。
アルトに強い恋心を抱いており、暴走することも度々あるが、アルト本人にはその気持ちを全く気づいてもらえない。
マルクス・パールストン
声 - 岡野友佑
シャロル・イリデッセンス
声 - 石原夏織
フランソワ
声 - 中村桜
エレナ・キンバーライト
声 - 花澤香菜
オルティギア魔法学院の高等部に所属している女子生徒であり、生徒会長を務めている。寡黙にして冷淡な性格で、秩序に反する者には容赦がない。その一方で天然な一面も見せる他、アルトに自身の着替えるところを見られても何とも思わないほど羞恥心が薄い。
ゴールドスクエアの称号を持ち、 『魔導を極めし者(プラチナスクエア)』にもっとも近いと言われる学園最強の実力者。
シンオウジ・リューガ
声 - 興津和幸
アラン
声 - 梶原岳人
ジェシカ・シュバルツ
声 - 杉山里穂
クリス・ウェストランド
声 - 天海由梨奈
オルティギア魔法学院の高等部に所属している女子生徒。生徒会のメンバーであり、竜騎兵団の団長。王国空軍からスカウトを受ける天才でもある。背は低いが、スタイル抜群である。使い魔はドラゴンである。
自他共に厳しい性格であり、嗜虐的な一面もあるが、羞恥心は薄い。
オブシディアン
声 - 子安武人
オルティギア魔法学院の魔法史担当の教師を務める眼鏡をかけた男性。温厚で生徒想いの心優しい性格。その温厚な態度からアルトの事を気にかけている。しかし、温厚な性格は彼の表の姿に過ぎず、しかし、本性は残虐であり、悪魔を自分にとって自分の研究の為の実験材料にしか思っていないマッドサイエンティストである。
アイオライト
声 - 岡本信彦
コハクミヤ
声 - 島袋美由利
ヘリオドール
声 - 葉山いくみ
ファーテマ
声 - 遠藤綾

## 書誌情報
- 原作：天那光汰、作画：梅津葉子『金装のヴェルメイユ〜崖っぷち魔術師は最強の厄災と魔法世界を突き進む〜』スクウェア・エニックス〈ガンガンコミックス〉、既刊9巻（2024年11月12日現在）
  1. 2019年4月12日発売[16]、ISBN 978-4-7575-6052-9
  2. 2019年10月12日発売[17]、ISBN 978-4-7575-6339-1
  3. 2020年7月10日発売[18]、ISBN 978-4-7575-6746-7
  4. 2021年2月12日発売[19]、ISBN 978-4-7575-7089-4
  5. 2021年11月11日発売[20]、ISBN 978-4-7575-7526-4
  6. 2022年6月10日発売[21]、ISBN 978-4-7575-7959-0
  7. 2023年4月12日発売[22]、ISBN 978-4-7575-8519-5
  8. 2024年2月9日発売[23]、ISBN 978-4-7575-9047-2
  9. 2024年11月12日発売[24]、ISBN 978-4-7575-9511-8

## テレビアニメ
2022年7月から9月までAT-Xほかにて放送された。11月9日に全12話を収録したBlu-ray BOX（BSZD-08275）が発売。

### スタッフ
- 原作 - 天那光汰、梅津葉子[27]
- 監督 - 直谷たかし[27]
- 副監督 - 浅見松雄[27]
- シリーズ構成 - 髙橋龍也[27]
- キャラクターデザイン - 立石聖[27]
- デザインワークス - 反田誠二
- サブキャラクター・プロップデザイン - 冨樫彩菜[27]
- CGディレクター - 池田裕行[27]
- 色彩設計 - 長澤諒司[27]
- 美術監督 - 松宮正純
- 撮影監督 - 久野充博[27]
- 編集 - 梅津朋美[27]
- 音響監督 - 納谷僚介[27]
- 音響制作 - スタジオマウス[27]
- 音楽 - 伊藤賢、黒田賢一[27]
- 音楽制作 - ポニーキャニオン、アップドリーム[27]
- 音楽プロデューサー - 澤畠康二、山田公平[27]
- チーフプロデューサー - 深尾聡志、木村康貴
- プロデューサー - 石川義洋、藤村智子、澤畠康二、佐々木秀太、大和田智之、渡瀬昌太、山田公平
- アニメーションプロデューサー - 植田慎也
- アニメーション制作 - Staple Entertainment[27]
- 製作 - 金装のヴェルメイユ製作委員会（博報堂DYミュージック&ピクチャーズ、SQUARE ENIX、ポニーキャニオン、東映ビデオ、BS11、AT-X、STUDIO MAUSU、Staple Entertainment、アップドリーム）

### 主題歌
「Abracada-Boo」
石原夏織によるオープニングテーマ。作詞は藤林聖子、作曲・編曲は滝澤俊輔。
「Mortal With You」
Miliによるエンディングテーマ。作詞はCassie Wei、編曲はYamato Kasai、作曲は両名の共作。

### 各話リスト
| 話数 | サブタイトル                   | 脚本     | 絵コンテ   | 演出              | 作画監督                                                                                  | 総作画監督               | 初放送日      |
| ---- | ------------------------------ | -------- | ---------- | ----------------- | ----------------------------------------------------------------------------------------- | ------------------------ | ------------- |
| #1   | 崖っぷち魔術師と封印されし厄災 | 髙橋龍也 | 直谷たかし | 直谷たかし        | 立石聖 青野厚司 小林利充                                                                  | 立石聖 小林利充          | 2022年 7月5日 |
| #2   | 新学期と妖精の花               | 髙橋龍也 | 直谷たかし | 浅見松雄          | 森悦史 吉岡勝 中島美子 笠野充志                                                           | 立石聖 青野厚司          | 7月12日       |
| #3   | 竜騎の鼓動                     | 山田哲弥 | 寺東克己   | 中村良            | Chae Gwang Han 小美戸幸代                                                                 | 立石聖 小美戸幸代        | 7月19日       |
| #4   | 忍び寄る狂気                   | 山田哲弥 | 寺東克己   | 浅見松雄          | 大塚八愛 菊池一真 山村俊了 池田佳織 齋藤香織                                              | 立石聖 小林利充          | 7月26日       |
| #5   | 暴走                           | 髙橋龍也 | 祝浩司     | 中村良            | Kim Yeong chan Joung Eun joung Chae Gwang han Ju Hyeong jong Kim Si won 飯飼一幸 福山映二 | 立石聖 青野厚司          | 8月2日        |
| #6   | 願い                           | 髙橋龍也 | 山﨑立士   | 山﨑立士          | 森悦史 吉岡勝 中林蘭子 福山映二 中曽根詩織                                                | 立石聖 青野厚司          | 8月9日        |
| #7   | 告白                           | 山田哲弥 | 金成旻     | 中村良            | Park Hoon Chae Gwang han Ju Hyeong jong Kim Si won                                        | 小林利充                 | 8月16日       |
| #8   | 選別                           | 山田哲弥 | 西田正義   | 山崎千絵 浅見松雄 | 大塚八愛 菊池一真 山崎千絵 中島美子 南伸一郎 谷口繁則                                     | 立石聖 青野厚司 小林利充 | 8月23日       |
| #9   | 神命の魔術師                   | 山田哲弥 | 西田正義   | 中村良            | Kim Si won Park Hoon Joung Eun joung Ju Hyeong jong                                       | 小美戸幸代 立石聖        | 8月30日       |
| #10  | 問いかけ                       | 山田哲弥 | 祝浩司     | 浅見松雄          | 森悦史 吉岡勝 福山映二 富樫彩菜 谷口繁則 中曽根詩織                                       | 立石聖 小林利充          | 9月6日        |
| #11  | 過去                           | 髙橋龍也 | 西田正義   | 浅見松雄          | 大塚八愛 菊池一真 中島美子 南伸一郎 谷口繁則                                              | 立石聖 小美戸幸代        | 9月13日       |
| #12  | 重なり合い                     | 髙橋龍也 | 直谷たかし | 直谷たかし        | 中曽根詩織 森悦史 飯飼一幸 扇多恵子 吉岡勝 谷口繁則 山崎千絵                              | 小林利充 立石聖          | 9月20日       |

### 放送局
| 放送期間               | 放送時間                     | 放送局     | 対象地域 | 備考                                            |
| ---------------------- | ---------------------------- | ---------- | -------- | ----------------------------------------------- |
| 2022年7月5日 - 9月20日 | 火曜 22:30 - 23:00           | AT-X       | 日本全域 | 製作参加 / CS放送 / 字幕放送 / リピート放送あり |
|                        | 火曜 23:00 - 23:30           | TOKYO MX   | 東京都   |                                                 |
| 2022年7月6日 - 9月21日 | 水曜 0:00 - 0:30（火曜深夜） | BS11       | 日本全域 | 製作参加 / BS放送 / 『ANIME+』枠                |
| 2022年7月7日 - 9月22日 | 木曜 0:00 - 0:30（水曜深夜） | サンテレビ | 兵庫県   |                                                 |

インターネットではABEMAにて地上波同時配信される。